# ブループ
座標: 南緯50度00分00秒 西経100度00分00秒 / 南緯50.000000度 西経100.000000度

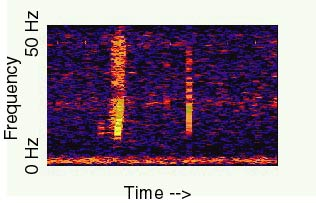
ブループのスペクトログラム

ブループ (bloop) は、海中で観測された正体不明の強い低周波音波である。

## 観測
ブループは1997年にアメリカ海洋大気庁がチリの沖合で地震活動断層の調査を行っていた時に発見された音。この音は、南緯50度、西経100度付近(南米西方沖)のどこかで鳴っているのではないかとされており、時々、水中マイクSOSUSで感知されている。
ブループにはヒトの聴覚では知覚できない超低周波も含まれており、また、5,000km以上の範囲にわたり複数のセンサーで聞こえるほど大変強い音であるという。

## 解釈
アメリカ海洋大気庁の説では、ブループは氷震によって響いた音とされる。
また、ブループはクジラなどの生物が発生させる音に非常に酷似しているため、別の説として生き物が発生させた音であると言う説もある。その音は地球上のどの動物が発する鳴き声よりも遥かに強力である事から、ブループの発生源が生き物であると仮定するとその生き物の大きさは215メートルはあると推測される。

## 海洋の発生原因不明の音
海洋においては、ブループ以外にも発生原因不明の音が観測されている。例えば、アプスウィープ、ホイッスル、スローダウン、トレイン、ユリアといった音が挙げられる。